# スタローン in ハリウッド・トラブル
『スタローン in ハリウッド・トラブル』（スタローン イン ハリウッド・トラブル、原題：Kambakkht Ishq）は、2009年に公開されたインドのロマンティック・コメディ映画。サビール・カーンが監督、サジード・ナディアドワーラーがプロデューサーを務めている。2002年公開の『Pammal K. Sambandam』のリメイクであり、アクシャイ・クマール、カリーナ・カプール、アーフターブ・シヴダーサーニー、アムリタ・アローラが出演している。また、シルヴェスター・スタローン、デニス・リチャーズ、ブランドン・ラウス、ホリー・ヴァランスが本人役でカメオ出演している。当初は2008年12月公開予定だったが、製作期間の延長により2009年7月3日に公開された。

## キャスト
- ヴィラージ・シェルギル - アクシャイ・クマール
- シムリタ・"シム"・ラーイ - カリーナ・カプール
- ラヴァニア・"ラッキー"・シェルギル - アーフターブ・シヴダーサーニー（英語版）
- カミニ・サンドゥ - アムリタ・アローラー（英語版）
- グルシャン・"タイガー"・シェルギル - ヴィンドゥ・ダーラ・シン（英語版）
- ドリー - キロン・ケール
- カシュワニ - ジャーヴェード・ジャフリー（英語版）
- ニムリタ・"ニム"・ラーイ - カイカシャン・パテール
- パルメート・サンドゥ - アシュウィン・ムシュラン（英語版）

カメオ出演
- ENTディレクター - ボーマン・イラニ（英語版）
- 本人役 - シルヴェスター・スタローン、デニス・リチャーズ、ブランドン・ラウス、ホリー・ヴァランス

## 製作
2007年11月、サジード・ナディアドワーラーがアクシャイ・クマールを主役に起用する出演契約を結び、同月下旬にはカリーナ・カプールがヒロイン役の出演契約を結んだ。2人が共演するのは7作目であり、クマールはハリウッドのスタントマンを演じ、カプールは上流社会の女性を演じる。ナディアドワーラーは映画について、「豪華なスケールのインターナショナル・ラブストーリーになる」と語っている。
当初、2008年1月からロサンゼルスで9人のハリウッド俳優と共に撮影を始める予定になっていた。しかし、大規模なプリプロダクションのために撮影は5月に延期された。映画にはアーノルド・シュワルツェネッガーやビヨンセが出演すると報じられていた。ラインプロデューサーのプラシャント・シャーは、「ビヨンセとは出演交渉中であり、アーノルドの事務所からは手紙を受け取っています。詳細については、間もなく公式発表があるでしょう」とコメントしている。その後、この2人は映画に出演しないことが発表された。
2008年3月、ナディアドワーラーは「この映画はユニバーサル・スタジオで撮影された最初のインド映画になるでしょう」とコメントした。しかし、6月1日にユニバーサル・スタジオ・ハリウッドで火災事故が発生したため撮影が遅れることが予想されたが、ナディアドワーラーは「私たちが撮影するエリアでは火事の影響は出ていないため、予定通りにスケジュールを進めています」とコメントしている。同月後半にドルビー・シアターとユニバーサル・スタジオで重要シーンの撮影が行われた。8月には全体の50-60%の撮影が終了し、ヴェネツィアで撮影が行われることが発表された。海外での撮影終了後、ムンバイで残りの撮影が行われた。

## プロモーション
2008年12月、クマールとカプールがカルメン・エレクトラと共に映画のプロモーション用ミュージックビデオに出演することが発表された。しかし、2009年2月にナディアドワーラーはエレクトラに代わってRDBが出演すると発表し、「収録するのはミュージックビデオではなく、映画の不可欠な部分に使用される歌です。この歌は映画のインターバルの辺りで使用されます。また、これは最初のプロモーションソングになります」とコメントした。予告編は『Aa Dekhen Zara』の公開と共に発表された。

## 評価

### 興行収入
6月28日からチケット予約が始まり、7月3日から公開された。7月2日のプレミア上映では1000万ルピー以上の収益を上げた。公開初日の興行収入は8500万ルピーとなり、当時のボリウッド映画史上2番目のオープニング成績を記録した。公開週末には1400スクリーンで2億4500万ルピーの興行収入を記録した。翌週の月曜日に4000万ルピー、火曜日には3000万ルピーの興行収入を記録した。公開第1週末には累計興行収入3億5950万ルピーを記録した。しかし、公開第2週には興行収入は前週比で70%減少し、最終的な興行成績はセミ・ヒットに留まった。
エロス・インターナショナルはインド国内の他、海外市場600スクリーン以上の配給も担当した。イギリスでは56スクリーンで公開され29万9533ポンドの興行収入を記録した。アメリカでは100スクリーンで76万8542ドル、オーストラリアでは17スクリーンで17万2626ドルの興行収入を記録した。2009年7月29日の時点で、イギリスでは68万1154ポンド、アメリカでは144万5739ドルの興行収入を記録している。

### 批評
AOLインディアのノヨン・ジョティ・パラサラは「この映画には何もありません。心配になるくらい悪いスクリプト、恐ろしい脚本、トラウマになるような対話と不快な音楽しかありません」と批評している。CNN-IBNのラジーヴ・マサンドは1/5の星を与え、「うるさくて低俗、ひどく醜い映画」と批評している。
ボリウッド・ハンガマのタラン・アダルシュは映画の脚本とディレクション、キャストの演技を称賛した。ニューヨーク・タイムズのレイチェル・サルツは「映画には唯一つの欲求、人を楽しまたいという欲求があります。それは頻繁に入るお粗末なユーモアがあるにもかかわらず、大胆な成功を収めました」と批評している。